# Kateřina Uherská
Kateřina Uherská († 1355) byla dcerou uherského krále Karla I. Roberta a svídnická kněžna. Identita její matky je nejistá.
Někteří historici mají za to, že rodinný stav Kateřiny je neznámý. Zřejmě však byla dcerou uherského krále Karla. Jejími prarodiči by tak byli Karel I. Martel a Klemencie Habsburská. Pokud její matkou byla první manželka krále Karla Marie Bytomská, byli by jejími prarodiči také Kazimír Bytomský a jeho manželka Helena.
V roce 1338 se Kateřina vdala za knížete Jindřicha II. Svídnického, se kterým měla jednu dceru, Annu. Její manžel zemřel mezi lety 1343–1345. Ovdovělá Kateřina se i s dcerou odebrala k uherskému dvoru. Její dcera (dědička bezdětného strýce Boleslava) byla nejdříve zaslíbena synovi Karla IV., ten však zemřel a po smrti své manželky se o Annu ucházel Karel sám.